# 黒島伝治

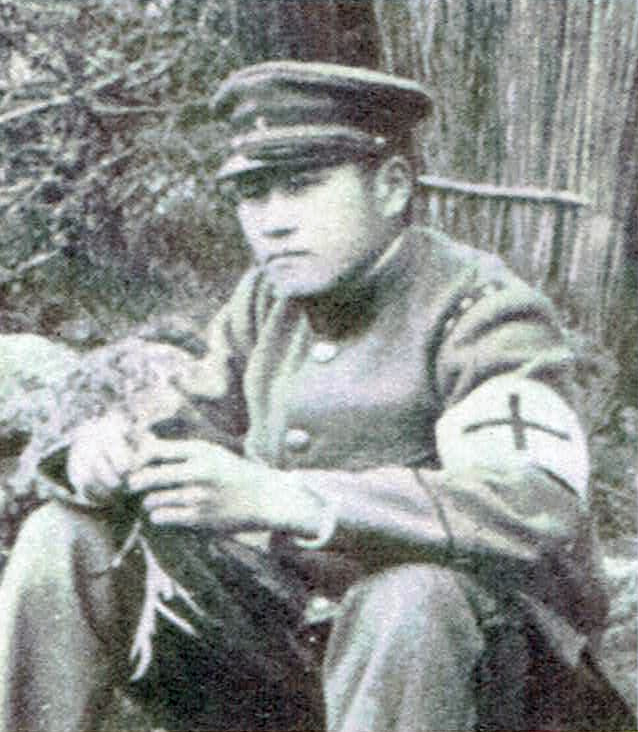
日本現代文学研究会『現代日本小説大系』第42巻（1949）より

黒島 伝治（くろしま でんじ（旧字：黑島傳治）、1898年12月12日 - 1943年10月17日）は、日本の小説家である。香川県小豆島生まれ。シベリア出兵従軍経験から『渦巻ける烏の群』などの反戦小説を書いて文壇に登場。その後リアリズムの手法で貧農を描いた農民文学でも好評を博した。

## 経歴
香川県の小豆郡苗羽村（現在の小豆島町）に生まれた。壺井栄は隣村（現在は合併で同じ町になっている）の出身である。上級学校への進学はかなわず実業補習学校を卒業して醤油工場に勤務、学資を貯めて上京し早稲田大学予科の選科生となる。このため徴兵猶予の対象とならず1919年には兵役の召集を受け姫路の連隊に在営、シベリア出兵に看護卒として従軍した。この体験が、彼の代表作である『渦巻ける烏の群』（『改造』1928年2月）、『橇』などの〈シベリアもの〉とよばれる日本文学史上稀有な戦争文学として結実することとなる。
兵役を終えた後に小説を書き始め、1925年に貧困のために合格した中学への進学を断念させる家庭の姿を描いた「電報」で世に知られるようになる。当時のプロレタリア文学はほとんどが労働者を題材にしていたなかで、農村を舞台にした黒島の作品は好感をもって迎えられた。この傾向の作品としては、差し押さえに抵抗する農民を描いた『豚群』（『文芸戦線』1926年11月）が有名である。1930年には済南事件に取材した日本と中国との関係をえぐった長編『武装せる市街』を書き下ろしで刊行する（1930年11月15日）が、即座に発禁となる。
『文芸戦線』同人だったものの、母体の労農芸術家連盟の粛正を要求して離脱。更に全日本無産者芸術連盟（ナップ）へと参加するものの、1930年代始め頃に肺病に罹患して故郷・小豆島に隠棲。特別高等警察の監視下に置かれながらも作品の発表もせぬまま、1943年に生涯を閉じる。遺稿・書簡の類は夫人の手によってその多くが焼却されたものの、軍務についていた頃の日記は消滅をまぬかれ『軍隊日記』として戦後に刊行。『武装せる市街』も戦後出版が計画されたもののGHQの検閲で実現に至らず、講和条約の発効後にやっと日の目を見た。
郷里には文学碑が建てられている。

## 作品
- 『黒島傳治全集』筑摩書房（全3巻）1970年。「全集」は2度
  - 『定本 黒島傳治全集』勉誠出版（全5巻） 2001年
- 『日本プロレタリア文学集9　黒島伝治集』新日本出版社、1984年
- 『瀬戸内海のスケッチ　黒島伝治作品集』山本善行選、サウダージ・ブックス、2013年
- 『軍隊日記』ボイジャー・プレス（電子出版）、2016年

以下は文庫判
- 『渦巻ける烏の群 他三編』（岩波文庫、解説壺井繁治）1953年2月、改版1973年、復刊2005年ほか
- 『武装せる市街』（青木文庫）1953年7月
- 『橇・豚群』（新日本文庫）1977年5月
- 『橇・豚群』（講談社文芸文庫、解説勝又浩）2017年8月
- 『黒島伝治作品集』（岩波文庫、解説紅野謙介）2021年10月